# جراند بريكس دو موربيهان 2021
جراند بريكس دو موربيهان 2021 (بالفرنسية: Grand Prix du Morbihan 2021)‏ هو سباق دراجات هوائية، وهو الموسم رقم 44 من جراند بريكس دو موربيهان، وأقيم في 16 أكتوبر 2021، وامتدّ لمسافة 176.9 كيلومتر، وهو أحد سباقات سلسلة سباقات الاتحاد الدولي للدراجات للمحترفين 2021، وشارك فيه 103 متسابقاً ووصل إلى نهايته 85 متسابقاً.
فاز فيه بالمركز الأول آرنه ماريت ‏، وبالمركز الثاني بريان كوكار، وبالمركز الثالث إيليا فيفياني.

## الفرق
| فرق عالمية (3)- Groupama-FDJ - Cofidis - AG2R Citroën Team فرق برو (7)- سبورت فلاندرين بالويس 2021 ‏ - برجس بي إتش 2021 ‏ - Arkéa-Samsic - TotalEnergies - Rally Cycling - 2021 بي آند بي هوتيلز ‏ - أونو اكس برو سايكلنج تيم 2021 ‏ فرق قارية (5)- إس تي ميشيل-أوبير 93 2021 ‏ - بايك أيد 2021 ‏ - Van Rysel–Roubaix ‏ - إيفوبرو ريسينغ 2021 ‏ - تارتيلتو-ايزوريكس 2021 ‏ فريق وطني- فريق فرنسا لركوب الدراجات للرجال 2021 ‏ |  |
| |  |

## التصنيف العام النهائي
| التصنيف العام         | التصنيف العام    | التصنيف العام | التصنيف العام            | التصنيف العام     |
| العداء                | العداء           | البلد         | الفريق                   | الوقت             |
| --------------------- | ---------------- | ------------- | ------------------------ | ----------------- |
| 1                     | آرنه ماريت ‏      | بلجيكا        | Sport Vlaanderen-Baloise | 3 س 51 دقيقة 40 ث |
| 2                     | بريان كوكار      | فرنسا         | B&B Hotels p/b KTM       | + 0 ث             |
| 3                     | إيليا فيفياني    | إيطاليا       | Cofidis                  | + 0 ث             |
| 4                     | Jason Tesson ‏    | فرنسا         | Saint Michel-Auber 93    | + 0 ث             |
| 5                     | Dorian Godon ‏    | فرنسا         | AG2R Citroën Team        | + 0 ث             |
| 6                     | Manuel Peñalver ‏ | إسبانيا       | Burgos-BH                | + 0 ث             |
| 7                     | Théo Cotard ‏     | فرنسا         | فرنسا                    | + 0 ث             |
| 8                     | Romain Cardis ‏   | فرنسا         | Saint Michel-Auber 93    | + 0 ث             |
| 9                     | Andreas Goeman ‏  | بلجيكا        | Tarteletto-Isorex        | + 0 ث             |
| 10                    | ليليان كالجمان   | فرنسا         | AG2R Citroën Team        | + 0 ث             |
| مصدر: ProCyclingStats |                  |               |                          |                   |

## وصلات خارجية
- الموقع الرسمي
- لمحة عن سباق جراند بريكس دو موربيهان 2021 على موقع  ProCyclingStats   (برو  سايكلنج  ستاتس) - إحصاءات  محترفي  الدراجات.
- جراند بريكس دو موربيهان 2021 على موقع إحصائيات الدراجات الإحترافية (الإنجليزية)